# Elaphrus ruscarius
Elaphrus ruscarius es una especie de escarabajo del género Elaphrus, familia Carabidae. Fue descrita científicamente por Say en 1830.
Se distribuye por América del Norte, en Canadá (Ontario) y los Estados Unidos (Texas, Florida, Maine, Dakota del Sur). Mide 6,7-7,2 milímetros. Suele encontrarse en las orillas y bordes de ríos, arroyos y en hábitats pantanosos.